# Eudorylas loewii
Eudorylas loewii är en tvåvingeart som först beskrevs av Kertesz 1900.  Eudorylas loewii ingår i släktet Eudorylas och familjen ögonflugor. Inga underarter finns listade i Catalogue of Life.